# Johann Christian Metzger
Johann Christian Metzger, född 11 oktober 1789 i Lahr, Tyskland, död 15 september 1852 i Bad Wildbad, var en tysk landskapsarkitekt, trädgårdsmästare och pomolog.
Auktorsnamnet Metzg. kan användas för Johann Christian Metzger i samband med ett vetenskapligt namn inom botaniken; se Wikipediaartiklar som länkar till auktorsnamnet.